# 1745 год в науке
В 1745 году в науке произошло несколько значимых событий.

## Публикации
Шарль Бонне опубликовал свою первую работу по энтомологии, озаглавленную «Traité d’insectologie» («Трактат о насекомых»).

## Открытия
- Жаном Филиппом де Шизо открыты туманность Омега, рассеянные скопления M25, M35 и IC 4665.
- Андреас Сигизмунд Маргграф получил цианид калия и описал его воздействие на соли металлов.
- Винченцо Менгини открыл железо в крови позвоночных.[1]

## Изобретения
- Цезарь Франсуа Кассини описал проекцию Кассини, разновидность картографической проекции.
- Питер ван Мушенбрук изобрёл «Лейденскую банку», мощный источник электричества. Это дало возможность физикам начать исследования не только статического электричества, но и динамического, то есть электрических токов[2].
- Уильям Уотсон продемонстрировал первый капсюль-детонатор.

## Награды
Медаль Копли: Уильям Уотсон

## Родились
- 6 января — Жак-Этьенн Монгольфье, младший из двух братьев Монгольфье, изобретатель воздушного шара
- 7 января — Иоганн Христиан Фабриций, датский энтомолог
- 18 февраля — Алессандро Джузеппе Антонио Анастасио Вольта, итальянский физик, химик и физиолог, один из основоположников учения об электричестве
- 26 апреля — Иоганн Антон (Антонович) Гильденштедт, естествоиспытатель и путешественник из балтийских немцев на русской службе
- 15 декабря — Иоганн Готтфрид Кёлер, немецкий астроном
- 28 декабря — Хуан де Айяла, испанский исследователь
- Уильям Камберленд Крюйкшенк, английский химик и медик

## Скончались
30 ноября — Иоганн Эрнст Элиас Бесслер, саксонский инженер-механик, врач и легендарный мошенник-авантюрист